# Encimski inhibitor
Encímski inhibítor ali encimski zaviralec je snov, ki inaktivira oz. deaktivira encim. Med encimske inhibitorje spadajo različne kemične snovi, kot so produkti reakcij, analogi substratov, toksini (strupi), zdravila ter kovinski kompleksi in različne druge biokemijske spojine. Raziskovanje inhibicije encimov je pomembno iz več razlogov, kot npr:
- raziskovanje in spoznavanje različnih procesov za koordinacijo tisočih reakcij, ki potekajo v celici; ti so pomembni, ker pomagajo razumeti, kako naravne snovi, ki inhibirajo encime, uravnavajo metabolične poti;
- preučevanje številnih zdravil in toksinov, ki delujejo tako, da inhibirajo encime;
- s preučevanjem delovanja specifičnih inhibitorjev lahko spoznamo mehanizem delovanja encimov in tudi vlogo posameznih aminokislin pri tem.

## Razdelitev encimskih inhibitorjev
Po načinu delovanja na encime ločimo dve veliki skupini inhibitorjev:
- ireverzibilne inhibitorje
- reverzibilne inhibitorje.

Po načinu vezave pa reverzibilne encimske inhibitorje razdelimo na 3 skupine:
- kompetitivni inhibitorji,
- nekompetitivni inhibitorji,
- akompetitivni inhibitorji.

## Ireverzibilni inhibitorji
Ireverzibilni inhibitor se poveže z encimom s kovalentnimi ali zelo močnimi nekovalentnimi vezmi. Pri tem se veže na funkcionalno skupino aminokisline, ki sodeluje pri vezavi substrata ali pri katalitičnem delovanju, ter tako permanentno (trajno) inaktivira encim:
E-H + R-X → E-R + HX
pri čemer je:
- {\displaystyle E-H} - aktivni encim,
- {\displaystyle R-X} - ireverzibilni inhibitor,
- {\displaystyle E-R} - kemično spremenjeni encim, ki je katalitično neaktiven.

Primer ireverzibilne inhibicije je delovanje živčnih bojnih stupov na encim acetilholinesterazo (ACE). Spojina diizopropilfluorofosfat (DIFP) reagira s serinskim ostankom (ACE-CH2OH) v aktivnem mestu ACE. Ker je hidroksilna skupina na serinu bistvena za delovanje ACE, kemično spremenjeni encim ne more opraviti svoje običajne naloge, tj. katalize hidrolize živčnega prenašalca acetilholina. Posledica tega je, da se acetilholin v živčnih in živčno-mišičnih stikih razgrajuje veliko počasneje, kar povzroči stalno proženje živčnih dražljajev.
Aminokislinski ostanki cisteina, histidina in serina so še posebno občutljivi za kemične modifikacije z ireverzibilnimi inhibitorji.
Poseben primer ireverzibilnih inhibitorjev so samomorilski inhibitorji, ki se normalno vežejo na encim, vendar postanejo reaktivni šele med samo katalitično reakcijo, in se nato ireverzibilno vežejo na encim.

## Reverzibilni inhibitorji
Reverzibilni inhibitorji se vežejo na encim, a lahko od njega disociirajo. Encim je torej neaktiven le takrat, ko je reverzibilni inhibitor vezan nanj:
E + I → EI,
pri čemer je:
- {\displaystyle I} -inhibitor,
- {\displaystyle E} - encim,
- {\displaystyle EI} - kompleks encim-inhibitor.

Kompleks EI povezujejo šibke nekovalentne interakcije (vezi), podobne tistim, ki vzdržujejo kompleks ES.

### Kompetitivni inhibitorji
Kompetitivni inhibitorji so navadno zelo podobni substratu in se veže v aktivno mesto encima. Vezavi substrata in inhibitorja v aktivno mesto se medsebojno izključujeta. Z drugimi besedami, kadar je vezan inhibitor, se substrat ne more vezati in obratno (glej 1. shemo na desni sliki).
Kvantitativni učinek inhibicije je odvisen od razmerja koncentracij substrata in inhibitorja ter od afinitete encima za vezavo vsakega od njiju. Zelo visoka koncentracija substrata zmanjša učinek inhibitorja, razen če je afiniteta inhibitorja za vezavo na encim veliko večja od substratove. Molekula inhibitorja se ne more pretvoriti v »produkt«, saj nima tistih funckionalnih skupin, ki jih ima substrat in na katere deluje encim; seveda pa mora biti inhibitor podoben substratu, da se lahko veže v aktivno mesto.
Kompetitivni inhibitorji povečajo Km, na vmax pa ne vplivajo.
Dobra primera kompetitivne inhibicije sta inhibicija sukcinat-dehidrogenaze z malonatom, oksalatom in pirofosfatom ter bisfosfoglicerat-mutaze z 2,3-bisfosfogliceratom.

### Nekompetitivni inhibitorji
Pri reverzibilni nekompetitivni inhibiciji se lahko substrat in inhibitor hkrati vežeta na molekulo encim, vendar na različni aktivni mesti. Vezava inhibitorja ne vpliva na vezavo substrata, vpliva pa na katalitično delovanje encima (glej 3. shemo na desni sliki). Mehanizem delovanja inhibitorja na encim je pri različnih molekulah inhibitorja različen. 
Nekompetitivni inhibitorji znižajo vmax, na Km pa ne vplivajo.
Pogost primer tega je reakcija funkcionalne skupine v encimu, npr. tiolne skupine cisteinskega ostanka s kovinskim ionom, kot je Ag+, Hg2+ ali Pb2+:
E-SH + Mn+ {\displaystyle \iff } E-S-Mn+ + H+,
pri čemer je {\displaystyle M^{n+}} kovinski ion, {\displaystyle SH} pa tiolna skupina. Slednja je v tem primeru bistvena za katalitično aktivnost encima, ne sodeluje pa pri vezavi substrata v aktivno mesto.
Mešana inhibicija je podobna nekompetitivni, vendar s to razliko, da je pri kompleksu encim-inhibitor substrat (EIS) encim delno katalitično aktiven (glej 4. shemo na desni sliki).

### Akompetitivni inhibitorji
Akompetitivni inhibitor je podoben nekompetitivnemu, prav tako dopušča vezavo substrata na aktivno mesto, vendar se od njega razlikuje, ker se veže le na kompleks encim-substrat (ES). (glej 2. shemo na desni sliki). Ker se inhibitor veže le na kompleks ES in ne na prosti encim, bo vplival na encimsko aktivnost le pri visoki koncentraciji substrata, ko bo tudi koncentracija kompleksa ES visoka. 
Akompetitivni inhibitorj znižajo vmax in povečajo Km.

## Uporaba inhibitorjev
Inhibitorji so pogosto uporabljeni kot droge, čeprav lahko v večjih količinah delujo tudi kot strupi.
Primer uporabe inhibitorja kot droge je ireverzibilna inhibicija s pomočjo aspirina, npr. pri protivnetnem in protibolečinskem delovanjem. Aspirin kovalentno modificira in s tem inaktivira prostaglandin sintetazo, ki katalizira prvo stopnjo v sintezi prostaglandina.